# 선정미
선정미(宣正美, 1991년 8월 25일 ~ )는 장애인 육상필드 선수이다. 전북스파이크육상클럽 소속이다. 선정미는 1991년 8월 25일 출생이며, 1남 1녀 중 장녀(둘째)이고, 전라북도 출신이다.

## 소속
- 소속단: 전라북도 장애인 체육회
- 소속사: 전북스파이크육상클럽

## 수상 경력
2010년
- 제5회 전국장애인육상선수권대회 포환던지기 F38 1위
- 제5회 전국장애인육상선수권대회 원반던지기 F38 1위
- 제5회 전국장애인육상선수권대회 창던지기 F38 1위
- 제30회 전국장애인체육대회 포환던지기 F38 1위
- 제30회 전국장애인체육대회 창던지기 F38 2위
- 제30회 전국장애인체육대회 원반던지기 F38 1위

2011년
- 31회 전국장애인체육대회 원반던지기 F38 1위
- 31회 전국장애인체육대회 멀리뛰기 F38 2위
- 31회 전국장애인체육대회 포환던지기 F38 1위

2012년
- 32회 전국장애인체육대회 창던지기 F38 2위
- 32회 전국장애인체육대회 원반던지기 F38 1위
- 32회 전국장애인체육대회 포환던지기 F38 1위

2013년
- 33회 전국장애인체육대회 창던지기 F38 2위
- 33회 전국장애인체육대회 포환던지기 F38 1위
- 33회 전국장애인체육대회 원반던지기 F38 1위

2014년
- 34회 전국장애인체육대회 원반던지기 F38 1위
- 34회 전국장애인체육대회 포환던지기 F38 1위
- 34회 전국장애인체육대회 창던지기 F38 3위

2015년
- 35회 전국장애인체육대회 원반던지기 F38 1위
- 35회 전국장애인체육대회 창던지기 F38 2위
- 35회 전국장애인체육대회 포환던지기 F38 1위

## 보도 자료
- [강원 장애인체전] 전북, 불굴의 투혼으로 값진 결실 '감동' 전북일보 2015.11.02.
- 전북선수단, 장애인체전서 종합 16위 뉴시스 2015.11.01.
- 전국장애인체육대회 둘째 날, 금 소식 이어져 전북도민일보 2015.10.29.
- 장애인체육회 전민재·전은배 특등급 대우 전북도민일보 2015.03.22.
- [③ 장애인체육] 국제대회·전국체전서 맹활약 '최고의 해' 전북일보 2014.12.21.
- 전북, 전국장애인체전 종합 13위…역대 최고 성적 연합뉴스 2014.11.10.
- 전북, 장애인체육대회 13위 새전북신문 2014.11.09.
- 인천 장애인체전 개막…'금 사냥' 시작 전북일보 2014.11.04.
- 전북, 전국장애인체전 선전 이어가 뉴시스 2011.10.20. 네이버뉴스
- 전북, 31회 장애인체전 金9개 추가 뉴시스 2011.10.19.
- 전북, '최선을 다한' 30회 장애인체전 종합 14위 뉴시스 2010.09.10.